# Quebrada Las Barrancas
Quebrada Las Barrancas är ett periodiskt vattendrag i Chile.   Det ligger i regionen Región de Coquimbo, i den centrala delen av landet, 400 km norr om huvudstaden Santiago de Chile.
Omgivningen kring  Quebrada Las Barrancas är i huvudsak ett öppet busklandskap. Området är ganska tätbefolkat, med 90 invånare per kvadratkilometer.